# آرچال
آرچال (به لاتین: Arçal یا آرچان Arçan) یک منطقه مسکونی در جمهوری آذربایجان است که در شهرستان قوسار واقع شده است. آرچال ۱۰۱ نفر جمعیت دارد. مردم آن از نژاد لزگی هستند.